# Хиперфокално разстояние
Във фотографията хиперфокалното разстояние е обектното разстояние, отвъд което всички обекти могат да бъдат предадени с относително добър фокус. Има две често използваните определения за хиперфокално разстояние, което води до леки различия в стойности според различни източници, формули и автоматични калкулатори – предимно онлайн:
Определение 1: Хиперфокално разстоянието е най-близкото разстояние, при което обектива може да се фокусира, като същевременно обекти, намиращи се в безкрайността, са приемливо остри. Когато обективът се фокусира на това разстояние, всички обекти на разстояния между половината на хиперфокалното разстоянието и безкрайност ще бъдат приемливо остри.
Определение 2: Хиперфокалното разстояние е разстоянието, отвъд което всички обекти са приемливо остри, за обектив фокусиран на безкрайност.
Разграничението между двете значения се прави рядко, тъй като те са с почти идентични стойности, но все пак такова съществува и при нужда от максимална дълбочина на фокусното поле изрично се прилага първата дефиниция.

## Допустим дефокус и желана острота
Хиперфокалното разстояние е изцяло зависимо от това какво ниво на рязкост се счита за приемливо. Критерият за приемливата остротата е уточнен с предварително избран Максимално Допустим дефокус в образната равнина. Този критерий е просто размера на най-големия допустим диаметър на дефокусен кръг в образната равнина, до който е допустимо да се разпростре образа на безкрайно малка светлинна точка от обектното поле (забележете тук не става въпрос за равнина, а за поле), с малки изключения са светлинни източници от най-близкия или най-далечния край на фокусното поле и за сравнение всичко отвъд тези граници се води дефокусирано.

## Опростено обяснение
За да разполагаме с максимално дълбоко образно поле, още познато, като дълбочина на рязкост и едновременно искаме обектите oт безкрайност да са в него трябва да фокусираме на хиперфокалното разстояние на наличния ни обектив имайки предвид блендата, която ще използваме. Случаите, в които това е от значение са основно пейзажи поради изначалната им дълбочина, а при хиперфокалното разстояние сравнено с фокусиране на безкрайност можем да си позволим да запазим дълбочината на фокусното поле, но да използваме по-отворена бленда следователно по-малко дифракции. И втория случай в другата крайност при нуждата от по-отворените апертури, като например вечерни и нощни снимки или просто за ефект.
Както става ясно при изчисленията по-долу за обектив 8/50 фокусиран на безкрайност и при хиперфокално разстояние разликата в дълбочината на образното поле е само 5,2 – от 5,2 до 10,4 метра, но за същия обектив при ф4 разликата е двойна – 10,5 м, при ф2 22 м, при ф1,4 30 м.
Още по-тежка е стойността на фокусните разстояния на телеобективите, например популярния 2,8/135 при ф2,8 има разлика в дълбочината на фокусното поле от 108 м до безкрайност фокусиран на хиперфокалното си разстояние 217 м и с 68 м по-плитък ДОФ, тоест от 176 м до безкрайност ако е фокусиран на безкрайност.
Разбирането на хиперфокалното разстояние ни дава и възможността да фокусираме правилно обективи за нощни снимки без да е необходим наличен източник на светлина.
В някои случаи можем да адаптираме свои собствени критерии за острота, примерно когато е необходима по-висока резолюция или обратното снимката ще се публикува в малък размер.

## Формули
За първата дефиниция:
{\displaystyle H={\frac {f^{2}}{Nc}}+f}
Където
{\displaystyle H} е хиперфокалното разстояние в милиметри
{\displaystyle f} е фокусната дължина на обектива в милиметри
{\displaystyle N} е апертурата на обектива във ф число
{\displaystyle c} е допустимия дефокус на точков източник
За второто определение:
{\displaystyle H={\frac {f^{2}}{Nc}}}

## Примери
За обектив 50 mm при ф8 и допустим дефокус на точков източник в образната равнина от 0,03 mm, което е типичната стойност за 35 mm медия/сензор, като същата за АПСц размер сензор се приема типично 0,02 mm, хиперфокалното разстояние по първата дефиниция се изчислява:
{\displaystyle H={\frac {(50)^{2}}{(8)(0,03)}}+(50)=10467{\mbox{ mm}}}
Ако обектива е фокусиран на 10,5 m, тогава всичко от половината на хиперфокалното разстояние – 5,2 m до безкрайност ще е относително фокусирано. По формулата от второто определение резултата ще е 10417 mm, разлика само от 0,48%.
Отбележете, че второто определение прави презумпцията, че дълбочината на фокусното поле е симетрично пред и зад H, което е почти вярно за нормалните обективи, но се променя в специални случаи.